# Cirugía plástica oncológica
La cirugía plástica oncológica es una subespecialidad de la cirugía plástica. Pertenece al extenso capítulo de la cirugía reparadora o reconstructiva de aquella especialidad.

## Temática
Los siguientes temas médicos se señalan como de su incumbencia. Esta subespecialidad es una de las asignaturas clásicas que integran los cursos de posgrado de la especialización. 

## Generalidades
Embriología, histología y fisiología de la piel: Epidermis. Dermis. Hipodermis. Anexos de la piel. Vascularización e inervación de la piel. Color y caracteres de la piel. Tipos de piel. Funciones de la piel. pH de la piel. Temperatura de la piel. Anatomía linfática de cabeza y cuello. Concepto de enfermedad local, regional y sistémica en oncología. Nociones de tratamientos multidisciplinarios y de control oncológico.

## Tumores benignos de piel
Tumores epiteliales, conectivos y vasculares. Consideraciones generales. Etiopatogenia. Factores predisponentes. Incidencia. Anatomía Patológica. Cuadro clínico. Diagnóstico. Tratamiento.

## Tumores malignos de la piel
Carcinomas basocelular y espinocelular: Incidencia. Etiopatogenia. Factores predisponentes. Lesiones precursoras. Cuadro clínico. Diagnóstico. Técnica para la toma de biopsias. Tratamiento. Reconstrucción de zonas afectadas. 

## Melanoma
Incidencia. Etiopatogenia. Anatomía patológica. Factores predisponentes. Lesiones precursoras. Cuadros clínicos. Diagnóstico. Tratamientos. Vaciamientos ganglionares. Tratamientos no quirúrgicos (clínicos). Pronóstico. Manejo clínico y quirúrgico del paciente con melanoma.

## Tumores vasculares
Hemangiomas, malformaciones vasculares y linfangiomas. Consideraciones generales. Etiopatogenia. Incidencia. Anatomía patológica. Cuadro clínico. Diagnóstico. Tratamiento.

## Sarcomas de tejidos blandos
Consideraciones generales. Etiopatogenia. Incidencia. Anatomía patológica. Cuadro clínico. Diagnóstico. Tratamiento.

## Cicatrices hipertróficas y queloides
Concepto. Historia. Procesos de cicatrización normal y anormal. Factores que influyen en la cicatrización. Etiopatogenia. Cuadro clínico. Tratamientos. Pronóstico.

## Radiopatías
Radiobiología: efecto de las radiaciones sobre los tejidos. Radiosensibilidad tumoral. Radiopatología: radiosensibilidad celular y tisular. Clasificación de las radiolesiones. Radiopatías cutáneas. Cuadros clínicos. Tratamiento: detersión biológica.

## Tumores de cara y cuello
Nociones de tumores benignos y malignos de partes blandas de la cara y del cuello, de la lengua y de la boca (paladar, suelo de boca, gingivas y yugal). Tumores malignos de tejidos duros de la cara (maxilares). Nociones de patologías de las glándulas salivales: lesiones traumáticas, infecciosas y neoplásicas. Anatomía patológica. Cuadros clínicos. Diagnóstico. Tratamientos.

## Plastias cutáneas
Reseña histórica. Auto-plastia locales o de vecindad: por deslizamiento, por traslación, por trasposición o combinada. Z-plastias. Auto-plastias a distancia (injertos). Injertos tegumentarios. Biología del injerto. Nutrición del injerto. Homoinjertos. Reinervación del injerto. Pigmentación de los injertos cutáneos. Técnicas quirúrgicas. Injertos pediculados o colgajos: Definición. Injertos pediculados directos e indirectos. Autonomización y diseño. Colgajos tubulares.

## Colgajos musculares y miocutáneos
Reseña histórica. Concepto. Bases anatomo-quirúrgicas. Músculos: temporal, esternocleidomastoideo, platisma (cutáneo del cuello), trapecio, pectoral mayor, gran dorsal (dorsal ancho), recto del abdomen, grácil (recto interno del muslo), tensor de la fascia lata, glúteo máximo (glúteo mayor), vasto lateral, gastrocnemio (gemelos), sóleo, etc.

## Trasplante de tejidos
Clasificación. Aloinjertos: tipo y usos, reacción, condiciones para prolongar su supervivencia. Autoinjertos (dermis, hueso, cartílago, grasa, fascia, músculo). Banco de tejidos conservados: medio conservador, fascia, cartílago, tendón, nervio, hueso. Materiales inertes: reseña histórica, materiales útiles en la actualidad.

## Reconstrucción de cara y cuello
Diferentes áreas: Cuero cabelludo, frente y bóveda de cráneo. Párpados y cejas. Vías lagrimales. Orejas. Nariz. Labios. Músculos faciales y mejillas. Faringostomas. Anatomía quirúrgica. Evaluación preoperatoria del defecto. Técnicas reconstructivas. Marcación. Indicaciones. Contraindicaciones. Cuidados postoperatorios. Complicaciones. Aspectos psicológicos.

## Reconstrucción mamaria
- Reconstrucción con tejidos locales disponibles: expansores y prótesis mamarias.
- Reconstrucción sin tejidos locales disponibles: colgajos del gran dorsal y TRAM. Anatomía quirúrgica. Técnicas quirúrgicas. Indicaciones. Contraindicaciones. Complicaciones. Aspectos psicológicos. Generalidades de patologías mamarias: benignas y malignas.

## Vaciamientos ganglionares
Vaciamientos axilar, cervical e inguinocrural. Anatomía quirúrgica. Indicaciones. Contraindicaciones. Técnicas quirúrgicas. Cuidados postoperatorios. Complicaciones.

## Microcirugía
Historia. Instrumental. Técnicas quirúrgicas básicas. Microcirugía vascular. Anastomosis vascular. Injerto de vena. Anticoagulación. Cuidados postoperatorios. Trasplantes de tejidos: colgajos libres: cutáneos, musculares, músculo-cutáneos, óseos y osteo-cutáneos.